# Vesicularia demangei
Vesicularia demangei är en bladmossart som beskrevs av Thériot och Potier de la Varde 1928. Vesicularia demangei ingår i släktet Vesicularia och familjen Hypnaceae. Inga underarter finns listade i Catalogue of Life.